# 34 Ophiuchi
34 Ophiuchi är en orange jätte i Herkules stjärnbild. Trots sin Flamsteed-beteckning tillhör den inte Ormbärarens stjärnbild. Den ligger på gränsen mellan stjärnbilderna och fick byta tillhörighet vid översynen av gränser mellan stjärnbilderna år 1930 och benämns efter bytet av stjärnbild ofta med sin HD-beteckning, HD 154278.
Stjärnan har visuell magnitud +6,05 och är svagt synlig för blotta ögat vid god seeing. Den befinner sig på ett avstånd av ungefär 320 ljusår.